# Цезар Семпсон
Цезар Семпсон (нім. Cesár Sampson нар. 18 серпня 1983, Лінц)  — австрійський співак. 
5 грудня було оголошено, що Цезар представлятиме країну на Євробаченні 2018 в Лісабоні з піснею «Nobody But You». Перед цим Цезар уже виступав на сцені конкурсу Євробачення 2016 як бек-вокаліст представниці від Болгарії Полі Геонвої, яка тоді посіла 4 місце у фіналі.